# 어니 라이블리
어니 라이블리(Ernie Lively, 1947년 1월 29일 ~ 2021년 6월 3일)는 미국의 배우, 텔레비전 배우, 영화 감독, 영화 프로듀서이다.
볼티모어에서 태어났다.

## 방송
- 세이빙 그레이스 시즌3